# Graptomyza longicornis
Graptomyza longicornis är en tvåvingeart som beskrevs av Meijere 1908. Graptomyza longicornis ingår i släktet Graptomyza och familjen blomflugor. Inga underarter finns listade i Catalogue of Life.